# Jemina Pearl
Pour les articles homonymes, voir Pearl.
Jemina Pearl, née Jemina Pearl Abegg le 20 juin 1987 dans le Tennessee aux États-Unis, est une chanteuse, principalement connue pour avoir joué dans le groupe punk Be Your Own Pet.
Son premier album solo, Break It Up, est sorti en 2009. Iggy Pop et Thurston Moore ont collaboré à cet album.

## Discographie

### Avec Be Your Own Pet
- Be Your Own Pet (2006)
- Get Awkward (2008)

### Solo
- Break It Up (2009)